# Cienciargentina
Cienciargentina (podle vědeckého a technologického systému pro rozvoj Argentiny) je rod diplodokoidního sauropoda z čeledi Rebbachisauridae, žijícího v období rané svrchní křídy (pozdní cenoman až turon, asi před 96 až 90 miliony let) na území dnešní Jižní Ameriky (Argentina, provincie Neuquén).

## Objev a popis
Celkem tři fosilní exempláře tohoto sauropoda byly objeveny v oblasti Villa El Chocón na jihozápadě Argentiny, a to v sedimentech geologického souvrství Huincul. Fosilie byly objeveny na lokalitě zvané La Antena. Nový taxon byl formálně popsán v dubnu roku 2025 a dostal vědecké jméno Cienciargentina sanchezi. Druhové jméno je poctou Teresy Sánchezové za její přínos argentinské paleontologii.
Cienciargentina byla stejně jako příbuzný rod Amazonsaurus relativně malým sauropodem, jeho délka zřejmě nepřesahovala 12 metrů a hmotnost 5 tun. Podle jiných odhadů však dosahoval tento sauropod délky kolem 15 metrů a hmotnosti přibližně 8 tun.

## Systematické zařazení
Cienciargentina byl zástupce čeledi Rebbachisauridae. Mezi jeho blízce příbuzné rody patřily taxony Amazonsaurus, vzdáleněji například Histriasaurus, Agustinia, Zapalasaurus, Sidersaura a některé další.